# Sodio lauriletere solfato
Il sodio lauriletere solfato (SLES) è un tensioattivo e detergente usato in molti tipi di prodotti (ad esempio dentifrici, shampoo, schiuma da barba, etc). Non è molto costoso e ha un effetto schiumogeno molto efficiente.

## Struttura chimica
La struttura chimica è CH3(CH2)10CH2(OCH2CH2)nOSO3Na. Il numero n indica la quantità media di unità ossietileniche presenti nel composto, in genere nei prodotti commerciali ha un valore compreso tra 2 e 3. Lo SLES viene preparato tramite l'etossilazione del dodecanolo (o alcool laurilico, C12H25OH). L'etossilato viene quindi convertito in estere solfato e infine salificato con ioni sodio.

## Questioni sanitarie
Il sodio lauriletere solfato, insieme con composti correlati quali il laurilsolfato di sodio, è stato al centro di una campagna di allarme sanitario, forse dettata anche da logiche di concorrenza commerciale, volta ad associare alle sostanze in questione diverse proprietà tossiche tra cui la possibile insorgenza del cancro in seguito all'utilizzo quotidiano di alcuni cosmetici.
I problemi sanitari coinvolgerebbero eventuali contaminanti del composto, primo tra tutti il diossano, che si può formare come sottoprodotto non desiderato nel processo di produzione, classificato EPA come Group B2, probable human carcinogen. In alcune legislazioni, ad esempio nello stato USA della California, viene riconosciuto legalmente come sospetto cancerogeno e ne viene sconsigliato l'utilizzo, nonché la rimozione come molecola contaminante. La Food and Drug Administration, l'ente governativo statunitense che si occupa della regolamentazione dei prodotti alimentari e farmaceutici, raccomanda il monitoraggio di questo contaminante nei cosmetici.
Gli studi tossicologi effettuati non hanno evidenziato alcun particolare rischio legato all'uso in sé del SLES e la commissione americana di esperti in cosmetica della Cosmetic Ingredient Review ha inserito il sodio lauriletere solfato tra gli ingredienti sicuri.
Gli unici effetti correlati alla presenza del composto nelle formulazioni cosmetiche sono possibili irritazioni peraltro comuni anche con altri ingredienti affini, in quanto tensioattivi, ed eventuali problemi sanitari verrebbero attribuiti esclusivamente ai possibili contaminanti il prodotto commerciale.